# 오가키시
오가키시(일본어: 大垣市)는 일본 내륙부 기후현에 있으며, 기후시 다음으로 인구가 2번째로 많은 도시이자 기후현 세이노 지방을 대표하는 시이다.
2006년 3월 27일에 안파치군 스노마타정, 요로군 가미이시즈정을 편입했다. 두 정 모두 세이노 권역합병 협의회의 실패의 간접적 영향으로 구 오가키시와는 접하지 않는 복수의 월경지를 합병하는 결과가 되어버렸다.

## 지리
기후현의 노비평야 북서쪽에 위치하며, 일본 열도의 한가운데에 있는 도시로 유명하다.
지하수가 풍부하고 분출하는 장소도 많다. 많은 하천과 함께 오가키는 "물의 수도"로 불리고 있으며, 풍부한 지하수는 오가키시의 상수원이며 지하수를 살린 과자 등 식품 제조도 활발히 행해지고 있다. 일찍이 섬유 산업이 많았던 것도 풍부한 지하수를 살린 것이었다.

### 인접한 자치체
- 기후현
  - 기후시
  - 하시마시
  - 미즈호시
  - 안파치군 안파치정, 고도정, 와노우치정
  - 이비군 이케다정
  - 후와군 다루이정, 세키가하라정
  - 요로군 요로정

- 미에현
  - 이나베시

- 시가현
  - 마이바라시
  - 이누카미군 다가정

## 역사
- 1889년 7월 1일 - 정촌제 시행으로 안파치군 오가키정이 성립하였다.
- 1918년 4월 1일 - 시로 승격하였다.
- 1928년 4월 15일 - 안파치군 기타쿠이세촌의 일부를 편입하였다(나머지는 아카사카정에 편입).
- 1934년 12월 5일 - 안파치군 미나미쿠이세촌을 편입하였다.
- 1935년 6월 1일 - 안파치군 다기시마촌을 편입하였다.
- 1936년 6월 1일 - 안파치군 야스이촌을 편입하였다.
- 1940년 2월 11일 - 후와군 우루촌·시즈사토촌을 편입하였다.
- 1947년 10월 1일 - 후와군 아야사토촌, 안파치군 스모토촌을 편입하였다.
- 1948년 6월 1일 - 안파치군 아사쿠사촌을 편입하였다.
- 1948년 10월 - 안파치군 가와나미촌·마키촌의 일부를 편입하였다.
- 1949년 4월 1일 - 안파치군 나카가와촌을 편입하였다.
- 1951년 4월 1일 - 안파치군 와고촌을 편입하였다.
- 1952년 6월 1일 - 안파치군 미쓰코시촌을 편입하였다.
- 1954년 10월 1일 - 후와군 아라사키촌을 편입하였다.
- 1967년 9월 1일 - 후와군 아카사카정을 편입하였다.
- 1988년 4월 - 시민 헌장을 제정하였다.
- 2006년 3월 27일 - 안파치군 스노마타정, 요로군 가미이시즈정을 편입하였다.

## 교통

### 철도
- 도카이 여객철도
  - 도카이도 본선

- 요로 철도
  - 요로선

- 다루미 철도
  - 다루미선

- 세이노 철도
  - 이치하시선
  - 히루이선

### 도로
- 메이신 고속도로
- 국도 21호선
- 국도 258호선
- 국도 365호선
- 국도 417호선

## 기후
| 오가키시의 기후                                              | 오가키시의 기후 | 오가키시의 기후 | 오가키시의 기후 | 오가키시의 기후 | 오가키시의 기후 | 오가키시의 기후 | 오가키시의 기후 | 오가키시의 기후 | 오가키시의 기후 | 오가키시의 기후 | 오가키시의 기후 | 오가키시의 기후 | 오가키시의 기후 |
| 월                                                           | 1월             | 2월             | 3월             | 4월             | 5월             | 6월             | 7월             | 8월             | 9월             | 10월            | 11월            | 12월            | 연간            |
| ------------------------------------------------------------ | --------------- | --------------- | --------------- | --------------- | --------------- | --------------- | --------------- | --------------- | --------------- | --------------- | --------------- | --------------- | --------------- |
| 역대 최고 기온 °C (°F)                                       | 17.4 (63.3)     | 20.8 (69.4)     | 25.2 (77.4)     | 29.7 (85.5)     | 33.3 (91.9)     | 35.9 (96.6)     | 38.7 (101.7)    | 38.7 (101.7)    | 36.8 (98.2)     | 31.9 (89.4)     | 25.4 (77.7)     | 22.7 (72.9)     | 38.7 (101.7)    |
| 일평균 최고 기온 °C (°F)                                     | 8.6 (47.5)      | 9.7 (49.5)      | 13.7 (56.7)     | 19.4 (66.9)     | 24.3 (75.7)     | 27.5 (81.5)     | 31.3 (88.3)     | 33.0 (91.4)     | 28.9 (84.0)     | 23.2 (73.8)     | 17.1 (62.8)     | 11.2 (52.2)     | 20.7 (69.2)     |
| 일일 평균 기온 °C (°F)                                       | 4.7 (40.5)      | 5.3 (41.5)      | 8.7 (47.7)      | 14.2 (57.6)     | 19.2 (66.6)     | 23.0 (73.4)     | 26.9 (80.4)     | 28.1 (82.6)     | 24.3 (75.7)     | 18.6 (65.5)     | 12.5 (54.5)     | 7.1 (44.8)      | 16.1 (60.9)     |
| 일평균 최저 기온 °C (°F)                                     | 1.2 (34.2)      | 1.5 (34.7)      | 4.4 (39.9)      | 9.5 (49.1)      | 14.8 (58.6)     | 19.4 (66.9)     | 23.7 (74.7)     | 24.7 (76.5)     | 20.8 (69.4)     | 14.7 (58.5)     | 8.4 (47.1)      | 3.4 (38.1)      | 12.2 (54.0)     |
| 역대 최저 기온 °C (°F)                                       | −5.3 (22.5)     | −7.0 (19.4)     | −4.5 (23.9)     | 0.9 (33.6)      | 6.5 (43.7)      | 13.0 (55.4)     | 17.0 (62.6)     | 17.9 (64.2)     | 11.6 (52.9)     | 4.5 (40.1)      | −0.2 (31.6)     | −3.8 (25.2)     | −7.0 (19.4)     |
| 평균 강수량 mm (인치)                                        | 68.8 (2.71)     | 76.2 (3.00)     | 130.4 (5.13)    | 167.9 (6.61)    | 210.9 (8.30)    | 244.7 (9.63)    | 282.9 (11.14)   | 166.1 (6.54)    | 248.8 (9.80)    | 168.8 (6.65)    | 86.1 (3.39)     | 76.3 (3.00)     | 1,963.5 (77.30) |
| 평균 강수일수 (≥ 1.0 mm)                                     | 9.1             | 8.5             | 10.0            | 9.8             | 10.1            | 11.5            | 13.1            | 10.0            | 11.5            | 8.9             | 7.5             | 10.0            | 120             |
| 평균 월간 일조시간                                           | 146.6           | 148.2           | 179.6           | 192.0           | 196.7           | 157.1           | 160.8           | 199.9           | 154.0           | 156.2           | 142.3           | 137.6           | 1,968.5         |
| 출처: 일본 기상청 (평년값: 1991년~2020년, 극값: 1978년~현재) |                 |                 |                 |                 |                 |                 |                 |                 |                 |                 |                 |                 |                 |

## 인구
| 연도 | 인구    | ±%    |
| ---- | ------- | ----- |
| 1970 | 147,764 | —     |
| 1980 | 156,215 | +5.7% |
| 1990 | 160,483 | +2.7% |
| 2000 | 161,827 | +0.8% |
| 2010 | 161,160 | −0.4% |
| 2020 | 158,286 | −1.8% |

## 자매 결연 도시
- 일본 가고시마현 가고시마시
- 대한민국 경상남도 창원시
- 중화인민공화국 허베이성 한단시
- 독일 바덴뷔르템베르크주 슈투트가르트
- 벨기에 나뮈르주 나뮈르
- 미국 오하이오주 베리어
- 오스트레일리아 빅토리아주 글렌에이라